# Маргарита Нікулеску
Маргарита Нікулеску (рум. Margareta Niculescu; 4 січня 1926, Ясси, Румунське королівство — 19 серпня 2018, Шарлевіль-Мезьєр, Франція) — румунська та французька режисерка й теоретик театру ляльок.

## Біографія
У 1948 році призначена директором і художнім керівником щойно заснованого театру «Цендеріке». У 1953 році закінчила Бухарестський театральний інститут. У Румунії вважається одним із засновників сучасного румунського лялькового театру: зокрема, Нікулеску була вчителькою для багатьох акторів, режисерів і драматургів даного напрямку, а також активно брала участь у роботі Міжнародного союзу діячів лялькових театрів.
У 1984 році покинула Румунію і переїхала до Франції, де очолила Міжнародний інститут театру ляльок в Шарлевіль-Мезьєр.
У 1953 році удостоєна Державної премії СРР, у 1962 році отримала звання заслуженого артиста СРР, у 1958, 1962 та 1965 роках була лауреатом міжнародних фестивалів ляльок. Найбільш відомі поставлені вистави: «Гумор на ниточках», «Рука з п'ятьма пальцями» Крішана і Анді, «Книга Аполлодора» Наума, «Іляна Сіндзяна». У першій половині 1960-х років написала роботу «Ляльковий театр в сучасному світі», перекладену в тому числі на англійську мову.

## Роботи
- Světové loutkářství : současné loutkové divadlo slovem i obrazem, 1966, чеською.
- The puppet theatre of the modern world; an international presentation in word and picture, UNIMA, 1967, англійською та німецькою.
- Puppentheater der Welt; zeitgenössisches Puppenspiel in Wort und Bild, UNIMA, 22 видання з 1965 по 1968, німецькою.
- Marionnettes du monde entier: théâtres de marionnettes contemporains, UNIMA, 1967, французькою.
- L'avant-garde et la marionnette, 1988, французькою.
- Die Avantgarde und das Figurentheater, 1993, німецькою.
- Marionnettes en territoire brésilien, Festival mondial des théâtres de marionnettes, 1994, французькою.
- Passeurs et complices (Passing it on), Institut international de la marionnette, 2009, французькою та англійською.